# Coupe de France de football 1924-1925
Navigation
Coupe de France 1923-1924 Coupe de France 1925-1926
La Coupe de France de football 1924-1925 est la huitième édition de la Coupe de France de football. Le tenant du titre, l'Olympique de Marseille, chuta en quart de finale contre l'Olympique de Paris. La finale a opposé le CASG Paris au FC Rouen. Il fallut un match d'appui pour départager les deux équipes, match remporté par le Club Athlétique des Sports Généraux de Paris sur le score de trois buts à deux.

## 1ertour
Le 1er tour se joue le 12 octobre 1924 avec 140 rencontres au programme opposant 280 clubs.
| Équipe 1                             | Score | Équipe 2                   |                                             |
| ------------------------------------ | ----- | -------------------------- | ------------------------------------------- |
| SO Montpellier (DH Sud-Est)          | 2 - 0 | US Marseillaise            |                                             |
| Ol. Carmaux                          | 5 - 1 | FC Montpellier             |                                             |
| Stade Raphaëlois                     | 4-0   | Union Sportive Sommiéroise | Le Gard Sportif N°57 du Vendredi 17/10/1924 |
| Stade Sainte-Barbe de La Grand-Combe | 4-0   | Olympique de Menton        | Idem                                        |
| Olympique Alaisien                   | 2-0   | Sporting-Club de Marseille | Idem                                        |
| FC Nancy                             | 1-0   | AS Audincourt              |                                             |
| AS Mulhouse                          | 4-0   | US Toul                    |                                             |
| Sportive Thionvilloise               | 6-1   | SU Lorrain                 |                                             |
| US Tourcoing                         | 3-2   | Red Star Paris             |                                             |
| Club Français                        | 4-0   | A S F                      |                                             |
| Olympique                            | 1-0   | AC Choisy                  |                                             |
| CA Messin                            | 2-1   | RS Strasbourg              |                                             |
| US Lunéville                         |       | FC Strasbourg              |                                             |
| US Thaon                             |       | AS Messine                 |                                             |
| Fc Saint-Louis                       |       | AS Remiremont              |                                             |

## 2etour
Le 2e tour se joue le 9 novembre 1924 et met aux prises 148 clubs.
| Équipe 1                          | Score     | Équipe 2                    |                        |                                                                |
| --------------------------------- | --------- | --------------------------- | ---------------------- | -------------------------------------------------------------- |
| Revel Sp.                         | 0-6       | SO Montpellier (DH Sud-Est) | à Revel                |                                                                |
| Rhône Sport                       | 2-3 (a-p) | Olympique Alésien           | a Lyon 800 spectateurs | Arbitre : Mr Cohen Le Gard Sportif N°61 du Vendredi 14/11/1924 |
| CA de Lyon                        | ?-?       | Galia Club de Lunel         | à Lyon                 |                                                                |
| Stade Ste-Barbe de La Grand-Combe | ?-?       | Olympique de Carmaux        | à La Grand-Combe       |                                                                |
| AS Mulhouse                       | 3-2       | Orne-Amnéville              |                        |                                                                |
| US Thaon                          | 5-1       | AS Montbéliard              |                        |                                                                |
| US Lunéville                      | 2-0       | SC Sélestat                 |                        |                                                                |
| Stade Nantais                     | 1-0       | CS Jean Bouin               |                        |                                                                |
| Roubaix AC                        | 0-0       | Carabiniers de Montigny     |                        |                                                                |
| Noeux-les-mines                   | 1-0       | FC Roubaix                  |                        |                                                                |
| Standard AC                       | 4-1       | CA Montrouge                |                        |                                                                |
| AS Amicale                        | 1-0       | Etoile des 2 lacs           |                        |                                                                |
| CA Engheim                        | 2-1       | US Chantilly                |                        |                                                                |
| CA Vitry                          | 3-0       | Montreuil                   |                        |                                                                |
| Gallia Club                       | 1-0       | Stade de l'Est              |                        |                                                                |
| VGA Saint-Maur                    | 4-0       | AS Nord-Est                 |                        |                                                                |
| AF Garenne-Colombe                | 2-0       | CE Sports                   |                        |                                                                |
| ES Juvisy                         | 4-1       | SA Parisienne               |                        |                                                                |
| SC Choisy                         | 3-0       | SC Français                 |                        |                                                                |
| USA Clichy                        | 3-1       | Athis-Mons                  |                        |                                                                |
| FEC Levallois                     | 5-2       | Paribas                     |                        |                                                                |
| US Forbach                        | 1-0       | Mars-Bisheim                |                        |                                                                |

## 3etour
Le 3e tour se joue le 23 novembre 1924.
| Équipe 1                    | Score           | Équipe 2                          |              |                        |                                           |
| --------------------------- | --------------- | --------------------------------- | ------------ | ---------------------- | ----------------------------------------- |
| SO Montpellier (DH Sud-Est) | 2 - 0           | Stade montois (DH Sud-Ouest)      |              |                        | Le Gard Sportif N° 63 du Jeudi 27/11/1924 |
| Stade Raphaêlois            | 2 - 1           | Olympique Alésien                 | à St-Raphaël | 1 500 spectateurs      | idem                                      |
| Stade Toulousain            | 1 - 3           | Union Cycliste Vergézoise         | à Toulouse   | environ 50 spectateurs | idem                                      |
| ES Juvisy                   | 2 - 1           | Olympique Lillois                 |              |                        | idem                                      |
| US Boulognonnaise           | 3 - 1           | Amicale Laïque Deville            |              |                        | idem                                      |
| US Tourcoing                | 7 - 1           | AS Haumont                        |              |                        | idem                                      |
| CA de Paris                 | 4 - 1           | Carabiniers Billy-Montigny        |              |                        | idem                                      |
| Stade Roubaisien            | 1 - 0           | US Dunkerque-St-Malo              |              |                        | idem                                      |
| US Suisse                   | 2 - 0           | SC Châlons                        |              |                        | idem                                      |
| Excelsior-Tourcoing         | 2 - 0           | CA XIVe Paris                     |              |                        | idem                                      |
| RC Arras                    | 4 - 2           | SC Rémois                         |              |                        | idem                                      |
| SC Douai                    | 4 - 1           | SS Parc Pommery                   |              |                        | idem                                      |
| Standard AC                 | 3 - 0           | FC Braux                          |              |                        | idem                                      |
| Amiens AC                   | 3 - 1           | CA St-Aubin                       |              |                        | idem                                      |
| Stade Havrais               | 2 - 1           | VGA St-Maur                       |              |                        | idem                                      |
| US Quevilly                 | 2 - 1           | AS Amicale                        |              |                        | idem                                      |
| USA Clichy                  | 3 - 2           | FC St-Just                        |              |                        | idem                                      |
| FEC Levallois               | 6 - 0           | VC Beauvais                       |              |                        | idem                                      |
| SO de l'Est                 | 4 - 0           | SM Caennais                       |              |                        | idem                                      |
| SA Vitry                    | 5 - 1           | US Sens                           |              |                        | idem                                      |
| Sotteville FC               | 1 - 0           | JA St-Ouen                        |              |                        | idem                                      |
| UA XVIe de Paris            | 2 - 0           | AF Garenne-Colombes               |              |                        | idem                                      |
| Drapeau Fougères            | 6 - 1           | AS Cherbourg                      |              |                        | idem                                      |
| Stade Briochin              | 1 - 0           | AS Française                      |              |                        | idem                                      |
| Stade Lesneuvien            | 3 - 2           | Stade Quimpérois                  |              |                        | idem                                      |
| AS Brest                    | 3 - 1           | Stade Nantais UC                  |              |                        | idem                                      |
| FC Beschwiller              | 5 - 1           | US Forbach                        |              |                        | idem                                      |
| RC Strasbourg               | 3 - 0           | Sarreguemines FC                  |              |                        | idem                                      |
| ES Thionville               | 3 - 1           | FC Mulhouse                       |              |                        | idem                                      |
| Red Star de Strasbourg      | 8 - 0           | CS St-Pons                        |              |                        | idem                                      |
| CA Messine                  | 3 - 2           | AS Mulhouse                       |              |                        | idem                                      |
| AS Valentigney              | 3 - 1           | US Thaon                          |              |                        | idem                                      |
| Lyon OU                     | 8 - 0           | AS Vauzelles                      |              |                        | idem                                      |
| AS Strasbourg               | 3 - 2           | CS des Terreaux de Lyon           |              |                        | idem                                      |
| AS Cannes                   | 4 - 0           | FC Grenoble                       |              |                        | idem                                      |
| US Belfort                  | 5 - 1           | FC Moulins                        |              |                        | idem                                      |
| Gallia Club de Lunel        | 6 - 2           | Floirac Club                      |              |                        | idem                                      |
| Antibes Olympique           | 2 - 0           | SA de Bordeaux                    |              |                        | idem                                      |
| Bagnères-Luchon             | 4 - 1           | CASG de Bordeaux                  |              |                        | idem                                      |
| Section Burdigalliene       | 1 - 0           | ASD du Centre                     |              |                        | idem                                      |
| UA Cognac                   | 4 - 0           | AS Châteauroux                    |              |                        | idem                                      |
| US Nœux-les-Mines           | 0 - 0           | RC Calais                         | à rejouer    |                        | idem                                      |
| US Lunéville                | 2 - 2           | Gallia Club de Paris              | idem         |                        | idem                                      |
| Stade Béthunois             | 2 - 2           | SC Choissy-le-Roi                 | idem         |                        | idem                                      |
| US Annemasse                | 3 - 3           | US Pont-de-Chéruy                 | idem         |                        | idem                                      |
| AS Cheminots de Rennes      |                 | US Chantilly                      | remis        |                        | idem                                      |
| SC Bastienne                | bat par forfait | Stade Ste-Barbe de La Grand-Combe | à Bordeaux   |                        | idem                                      |
| FC Lyon                     | bat par forfait | FC St-Louis                       |              |                        | idem                                      |

RC Calais, US Lunéville, SC Choissy-le-Roi, US Pont-de Chéruy et AS Cheminots de Rennes se qualifient en 32e de finales

## Trente-deuxièmes de finale
Les trente-deuxièmes de finale ont lieu le 7 décembre 1924, le 28 décembre pour les matchs rejoués.
| Équipe 1                       | Score    | Équipe 2                       |             |                            |
| ------------------------------ | -------- | ------------------------------ | ----------- | -------------------------- |
| Olympique de Paris             | 2 - 1    | AS Cheminots Rennes            | à Rennes    |                            |
| Stade français                 | 1 - 0    | FC Sotteville                  |             |                            |
| Union sportive suisse de Paris | 4 - 2    | FC Bischwiller 07              | à Paris     |                            |
| US Quevilly                    | 2 - 0    | CA Vitry                       |             |                            |
| Stade rennais UC               | 3 - 0    | USA Clichy                     | à Rennes    |                            |
| Stade Bordelais                | 4 - 1    | Stade raphaëlois               |             |                            |
| Racing Club de Roubaix         | 5 - 2    | SO de l'Est                    | à Roubaix   |                            |
| Racing Club Rouen              | 2 - 1    | Excelsior Club Tourcoing       |             |                            |
| Red Star                       | 3 - 1    | SC Douai                       | à Paris     |                            |
| SC Nîmes                       | 8 - 0    | US Pont-de-Chéruy              |             |                            |
| UA Cognac (DH Charentes)       | 1 - 2    | SO Montpellier (DH Sud-Est)    | à Cognac    |                            |
| Stade briochin                 | 3 - 2    | Drapeau Fougères               |             |                            |
| Racing Club de Strasbourg      | 3 - 0    | FC Lyon                        | à Lyon      |                            |
| AS Strasbourg                  | 3 - 0    | AS Valentigney                 |             |                            |
| FC Rouen                       | 1-0, 2-0 | CA Paris                       | à Paris     | réclamation                |
| US Boulogne                    | 4 - 1    | RC Paris                       |             |                            |
| La Bastidienne Bordeaux        | 1 - 0    | Olympique Antibes              | à Antibes   |                            |
| US Belfort                     | 4 - 2    | La Sportive Thionville         |             |                            |
| RC Arras                       | 2 - 1    | FEC Levallois                  | à Arras     |                            |
| CASG Paris                     | 2 - 0    | SC Choisy-le-Roi               |             |                            |
| Amiens AC                      | 0-2, 4-1 | Standard AC                    | à Amiens    | interrompu pour brouillard |
| AS Brest                       | 2 - 1    | Stade Lesneven                 |             |                            |
| Racing Calais                  | 1 - 0    | FC Dieppe                      | à Calais    |                            |
| AS Cannes                      | 8 - 1    | UC Vergèze                     |             |                            |
| AF Garenne-Colombes            | 2 - 0    | US Saint-Servan                |             |                            |
| Le Havre AC                    | 4 - 1    | ES Juvisy                      |             |                            |
| Stade havrais                  | 1 - 0    | US Tourcoing                   | au Havre    |                            |
| Gallia Club Lunel              | 3 - 1    | Lyon OU                        |             |                            |
| Olympique de Marseille         | 7 - 0    | Section Burdigalienne Bordeaux | à Marseille |                            |
| CA Metz                        | 1 - 0    | Stade Roubaix                  |             |                            |
| FC Cette                       | 4 - 1    | Bagnères-Luchon Sports         |             |                            |
| SC Red Star Strasbourg         | 3 - 0    | US Lunéville                   |             |                            |

## Seizièmes de finale
Les seizièmes de finale ont lieu le 11 janvier 1925, le 25 janvier pour le match rejoué.
| Équipe 1                       | Score         | Équipe 2                       |  |
| ------------------------------ | ------------- | ------------------------------ |  |
| Olympique de Paris             | 1 - 0         | AS Cannes                      |  |
| Stade français                 | 3 - 0         | US Quevilly                    |  |
| Racing Club de Roubaix         | 1 - 0         | Racing Club Rouen              |  |
| SC Nîmes                       | 1 - 0         | AS Strasbourg                  |  |
| AF Garenne-Colombes            | 2 - 0         | SC Red Star Strasbourg         |  |
| SO Montpellier (DH Sud-Est)    | 1 - 4         | Stade Bordelais (DH Sud-Ouest) |  |
| Red Star                       | 3 - 2         | Stade briochin                 |  |
| US Boulogne                    | 3 - 1         | Racing Club de Strasbourg      |  |
| Olympique de Marseille         | 1 - 0         | La Bastidienne Bordeaux        |  |
| CASG Paris                     | 3 - 1         | AS Brest                       |  |
| FC Rouen                       | 2-2 a.p., 3-0 | Racing Calais                  |  |
| Le Havre AC                    | 1 - 0         | RC Arras                       |  |
| Stade havrais                  | 2 - 1         | Stade rennais UC               |  |
| Union sportive suisse de Paris | 3 - 2         | Gallia Club Lunel              |  |
| Amiens AC                      | 3 - 1         | CA Metz                        |  |
| FC Cette                       | 5 - 0         | US Belfort                     |  |

## Huitièmes de finale
Les huitièmes de finale ont lieu le 1er février 1925.
| Équipe 1               | Score      | Équipe 2                       | Lieu                             | Spectateurs      |
| Olympique de Paris     | 1 - 0      | Stade Bordelais                | (Angers)                         | public nombreux  |
| Stade français         | 3 - 2      | Racing Club de Roubaix         | (Le Havre)                       |                  |
| AF Garenne-Colombes    | 1 - 0      | Red Star                       | Stade des Bruyères (Rouen)       | 4 000            |
| Olympique de Marseille | 1 - 0      | Union sportive suisse de Paris | Stade Sainte-Germaine (Bordeaux) |                  |
| CASG Paris             | 2 - 1      | US Boulogne                    | Stade Moulonguet (Amiens)        | 3 000            |
| FC Rouen               | 2 - 0      | Stade havrais                  | Parc Jean-Dubrulle (Roubaix)     | 8 000            |
| Amiens AC              | 1 - 0      | SC Nîmes                       | Stade Bergeyre (Paris)           | faible affluence |
| FC Cette               | 3 - 2 a.p. | Le Havre AC                    | Stade olympique (Colombes)       | 10 000           |

## Quarts de finale
Les quarts de finale ont lieu le 1er mars 1925.

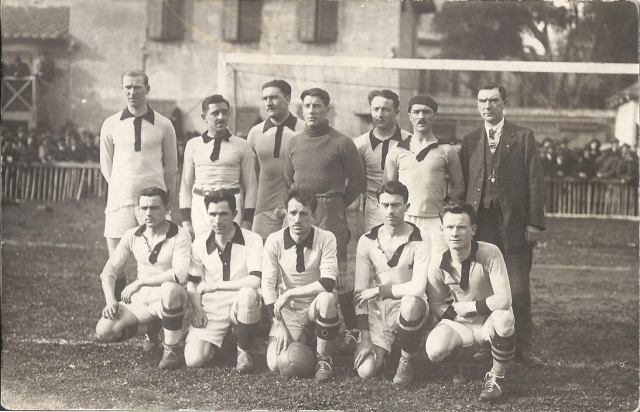
Équipe de l'Amiens Athlétic Club avant son quart de finale face au FC Cette.

| Équipe 1           | Score | Équipe 2               | Lieu                            | Spectateurs        |
| Olympique de Paris | 1 - 0 | Olympique de Marseille | (Lyon)                          | 6 000              |
| FC Rouen           | 2 - 1 | Stade français         | Stade Bergeyre (Paris)          | 15 000             |
| CASG Paris         | 2 - 0 | AF Garenne-Colombes    | Stade Moulonguet (Amiens)       | 3 000              |
| FC Cette           | 1 - 0 | Amiens AC              | Stade de l'Huveaune (Marseille) | foule considérable |

## Demi-finales
Les demi-finales ont lieu le 5 avril 1925.
| Équipe 1   | Score      | Équipe 2           | Lieu                          | Spectateurs     |
| FC Rouen   | 2 - 1 a.p. | Olympique de Paris | Stade Pershing (Paris)        | 15 000          |
| CASG Paris | 1 - 0      | FC Cette           | Stade des Iris (Villeurbanne) | public nombreux |

## Finale

### Première finale
| Clubs      | CASG Paris - FC Rouen |
| Score      | 1 - 1 (0 - 1 ; 1 - 1) après prolongation |
| Date       | 26 avril 1925 |
| Stade      | Stade olympique Yves-du-Manoir, Colombes 20 000 spectateurs |
| Arbitre    | Marcel Slawick |
| Buts       | Boulanger (3e), Auger (70e) |
| CASG Paris | Alphonse Jou - Pierre Liénert (cap.), Gollet - Raoul Marion, Marcel Marquet, Georges Clugnet - Jean Barville, André Caillet, Jaroslav Soïka, Henri Tissot, Roland Darras           |
| FC Rouen   | William Barnes - Jules Rault, Jacques Canthelou - Charles Witty, André Hérubel, André Blaizot (cap.) - André Renault, André Burel, Marcel Boulanger, Alexandre Halotel, Félix Pozo |

### Seconde finale
| Clubs      | CASG Paris - FC Rouen |
| Score      | 3 - 2 (2 - 2) |
| Date       | 10 mai 1925 |
| Stade      | Stade olympique Yves-du-Manoir, Colombes 18 000 spectateurs - Recette : 90 263 F                                                                                                   |
| Arbitre    | Marcel Slawick |
| Buts       | Soïka (3e), Barville (15e) et Lienert (58e, pen) pour le CASG Boulanger (11e et 20e) pour le FC Rouen                                                                              |
| CASG Paris | Alphonse Jou - Pierre Lienert (cap.), Gollet - Raoul Marion, Marcel Marquet, Georges Clugnet - Jean Barville, André Caillet, Jaroslav Soïka, Henri Tissot, Auger                   |
| FC Rouen   | William Barnes - Jules Rault, Jacques Canthelou - Charles Witty, André Hérubel, André Blaizot (cap.) - André Renault, André Burel, Marcel Boulanger, Alexandre Halotel, Félix Pozo |